# 39 (numero)
Trentanove (cf. latino undequadraginta, greco ἐννέα καὶ τριάκοντα) è il numero naturale dopo il 38 e prima del 40.

## Proprietà matematiche
- È un numero dispari.
- È un numero composto, con quattro divisori: 1, 3 e 13 e 39. Poiché la somma dei relativi divisori (escluso il numero stesso) è 17 < 39, è un numero difettivo.
- È un numero semiprimo.
- È un numero omirpimes.
- È un numero perfetto totiente.
- È la somma di cinque numeri primi consecutivi, 39 = 3 + 5 + 7 + 11 + 13.
- È la somma delle prime tre potenze di 3: 39 = {\displaystyle 3^{1}+3^{2}+3^{3}}
- In base 10, è il più piccolo numero ad avere una persistenza moltiplicativa di 4.
- È parte delle terne pitagoriche (15, 36, 39), (39, 52, 65), (39, 80, 89), (39, 252, 255), (39, 760, 761).
- È un numero a cifra ripetuta nel sistema di numerazione posizionale a base 12 (33).
- È un numero di Perrin.
- È un numero intero privo di quadrati.
- È un numero congruente.

## Astronomia
- 39P/Oterma è una cometa periodica del sistema solare.
- 39 Laetitia è un asteroide della fascia principale del sistema solare.
- NGC 39 è una galassia spirale della costellazione di Andromeda.

## Astronautica
- Cosmos 39 è un satellite artificiale russo.

## Chimica
- È il numero atomico dell'Ittrio (Y).

## Simbologia

### Smorfia
- Nella smorfia il numero 39 è la corda al collo.

## Convenzioni

### Telefonia
- È il codice da premettere per le chiamate internazionali dirette per l'Italia ed il codice delle tastiere per gli utenti italiani.